# Stade Ali-la-Pointe
Le stade Ali Ammar dit Ali la Pointe (en arabe : ملعب علي عمار المدعو علي لابوانت) est un stade de football dans la commune de Douera, dans la wilaya d'Alger. Fort d'une capacité de 40 000 spectateurs, son inauguration officielle a eu lieu le 3 juillet 2024.
Il est le stade de résidence du MC d'Alger.

## Histoire
Après le lancement d'un avis d'appel d'offres début 2008, la construction du stade de Douera est confiée à l'entreprise chinoise Zhejiang Construction Investment Group Corporation (ZCIGC). Les travaux débutent en 2009, en même temps que ceux de plusieurs autres enceintes sportives en Algérie, comme le Stade Nelson-Mandela. Cependant, contrairement à ce dernier situé également dans la wilaya d'Alger, le chantier de Douéra stagne pendant longtemps et est même interrompu de 2012 à 2016 à cause d'un problème d'assiette.

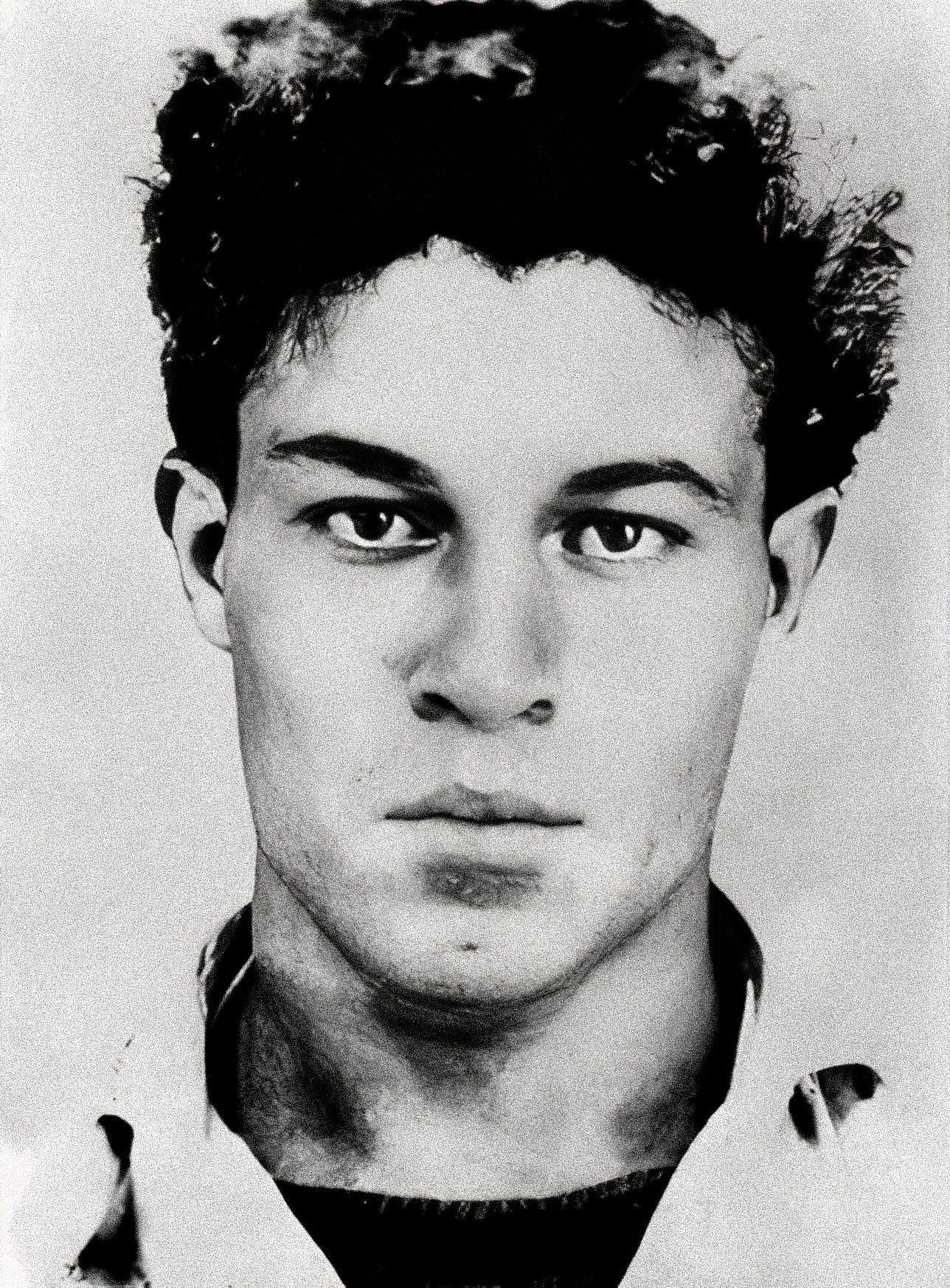
Ali la Pointe de son vrai nom Ali Ammar.

Le 8 août 2021, le président algérien Abdelmadjid Tebboune annonce l'attribution du stade au MC Alger à l'occasion du centenaire du club.
En effet, à l'occasion d'une interview télévisée, le premier magistrat du pays a décidé que le stade actuellement en construction sera donné en gestion au Mouloudia d'Alger.
Depuis quelques années plusieurs clubs algérois dont l'USMA, le CRB et le MCA réclament que l'un des deux nouveaux stades de football en construction à Baraki et Douera leur soit attribué.
Ce sera une première pour le Mouloudia d'Alger qui se définit comme un club "SDF" car même s'il reçoit au stade du 5 juillet il n'en a pas la gestion contrairement à son club rival, l'USM Alger qui détient un bail pour le stade de Bologhine depuis une vingtaine d'années,.
Le 2 novembre 2023, un décret présidentiel officialise l'attribution du stade au club du MC Alger et annonce qu'il portera le nom du chahid Ali Ammar plus connu sous le nom de Ali la Pointe.
Le stade est inauguré le 21 septembre 2024, lors du match de Ligue des champions de la CAF 2024-2025 contre l'US Moastir. Les Mouloudiens s'imposent sur le score de 2 buts à 0 ; Zakaria Naidji inscrit d'ailleurs le premier but de l'histoire du stade.

## Caractéristiques
Le stade est totalement destiné au football et ne dispose pas de piste d'athlétisme. Ça sera le troisième stade de ce genre en Algérie avec les normes de la FIFA après celui de Nelson-Mandela et de Hocine-Aït-Ahmed.

## Accès
Un accès au stade se fait directement par l'autoroute A100 et par la Pénétrante de Chéraga.